# 정재희 (배드민턴 선수)
장재희(1978년 4월 6일~)는 대한민국의 배드민턴 선수이다. 1996년과 2000년 하계 올림에 참가했다.